# Parafia Narodzenia Najświętszej Maryi Panny w Łubowicach
Parafia Narodzenia Najświętszej Maryi Panny – parafia rzymskokatolicka należąca do dekanatu Racibórz w diecezji opolskiej.

## Historia
Istnienie parafii, jak i miejscowości potwierdziły dokumenty w 1376 roku. Natomiast w rejestrze świętopietrza pochodzącego z 1447 roku parafia wliczona jest w archiprezbiteriat raciborski. Obecny kościół powstawał w latach 1906–1907 w stylu neogotyckim około 150 m od poprzedniego, drewnianego. Konsekracji dokonał kardynał Georg Kopp. Z łubowickiej parafii w 1890 roku wyodrębniła się parafia w Zawadzie Książęcej.

## Zasięg parafii
Do parafii należą wierni wyznania rzymskokatolickiego będący mieszkańcami następujących miejscowości: Łubowice, Grzegorzowice, Brzeźnica i Ligota Książęca.

## Proboszczowie
- Maciej (?–1447)
- Piotr Paweł Albrecht (?–1485)
- Paweł Meridies (1631–1639)
- Tomasz Vincent (1646–1657)
- Grzegorz Wąsig (1665–1674)
- Ferdynand Wilhelm Trach (1674–1692)
- Ignacy Bernard Folwarczny (1692–1697)
- Andrzej Józef Gitzler (1697–1700)
- Krzysztof Józef Menzyk (1701–1725)
- Gotfryd Leopold von Schimonski (1725–1727)
- Paweł Bernard Masson (1729–1752)
- Karol Moczygemba (1785–1788)
- Jan Moczygemba (1788–1811)
- Dominik Luge (1811–1830)
- Ignacy Zimny (1833–1847)
- Teodor Richter (1855–1879)
- Emanuel Kempa (1883–1886)
- Karol Wallowy (1886–1892)
- Reinhold Paul (1893–1899)
- Jerzy Bautzke (1899–1902)
- Jan Banaś (1902–1921)
- Franciszek Ksawery Biallas (1922–1931)
- Alfons Siwoń (1932–1970)
- Walter Mainka (1971–1985)
- Henryk Rzega (1985–2017)
- Andrzej Styra (od 2017)[1].